# Jezerca
Jezerca este o localitate din comuna Kobarid, Slovenia, cu o populație de 26 de locuitori.